# Megaselia abalienata
Megaselia abalienata är en tvåvingeart som beskrevs av Rudolf Beyer 1965. Megaselia abalienata ingår i släktet Megaselia och familjen puckelflugor. Inga underarter finns listade i Catalogue of Life.